# Alberto Fujimori
Alberto Kenya Fujimori Inomoto (tiếng Tây Ban Nha: [alˈβerto fuxiˈmoɾi, fuʝi-]; tiếng Nhật: [ɸɯʑiꜜmoɾi]; 26 tháng 7 năm 1938 – 11 tháng 9 năm 2024) là một chính trị gia, giáo sư và kỹ sư người Peru gốc Nhật Bản, từng là Tổng thống Peru từ ngày 28 tháng 7 năm 1990 đến ngày 22 tháng 11 năm 2000. Chính phủ của ông được cho là đã tạo ra thuyết Fujimorism, đánh bại cuộc nổi dậy của Shining Path và khôi phục lại sự ổn định về kinh tế vĩ mô của Peru. Fujimori kết thúc nhiệm kỳ của mình bằng cách chạy trốn khỏi Peru sang Nhật Bản trong một vụ bê bối lớn liên quan đến tham nhũng và vi phạm nhân quyền. Ngay cả khi ông bị truy tố năm 2008 vì tội ác chống lại nhân loại liên quan đến chức vụ tổng thống của ông, hai phần ba người Peru đã bỏ phiếu tán thành sự lãnh đạo của ông trong thời kỳ đó.
Là một người Peru gốc Nhật Bản, Fujimori đã trú ẩn tại Nhật Bản khi phải đối mặt với cáo buộc tham nhũng năm 2000. Khi đến Nhật Bản, ông đã cố từ chức chức vụ tổng thống của mình qua fax, nhưng sự từ chức của ông bị Quốc hội Peru không chấp nhận vì họ thích miễn nhiệm ông ta hơn. Muốn tìm kiếm ở Peru về cáo buộc tham nhũng và vi phạm nhân quyền, Fujimori vẫn lưu vong cho đến khi bị bắt trong thời gian thăm Chile vào tháng 11 năm 2005. Ông bị dẫn độ về tội hình sự ở Peru vào tháng 9 năm 2007. Vào tháng 12 năm 2007, Fujimori bị buộc tội đã ra lệnh lục soát và bắt giữ bất hợp pháp, và bị kết án sáu năm tù giam. Tòa án tối cao duy trì quyết định trên kháng cáo của mình. Tháng 4 năm 2009, Fujimori bị kết án vì vi phạm nhân quyền và bị kết án 25 năm tù vì tội giết người và bắt cóc do đội hình Grupo Colina trong cuộc chiến chống lại du kích quân cánh tả vào những năm 1990.
Bản án do Ủy ban ba người đánh giá đánh dấu lần đầu tiên một vị quốc trưởng được bầu chọn đã bị dẫn độ về nước, cố gắng và kết tội vi phạm nhân quyền. Fujimori đặc biệt bị kết tội giết người, gây tổn hại cho thân thể và hai vụ bắt cóc. Vào tháng 7 năm 2009, Fujimori đã bị kết án bảy năm rưỡi tù vì tội biển thủ sau khi ông thừa nhận đã cho 15 triệu đô la từ kho tiền Peru cho cố vấn dịch vụ tình báo, Vladimiro Montesinos.. Hai tháng sau, anh ta nhận tội trong một phiên tòa thứ tư để hối lộ và nhận được thêm sáu năm hạn.. Theo luật của Peru tất cả các bản án phải thi hành đồng thời; do đó, thời gian cầm tù tối đa là 25 năm. Năm 2017, Tổng thống Pedro Pablo Kuczynski đã ban hành sắc lệnh ân xá nhân đạo cho Fujimori 79 tuổi. Lệnh ân xá này thứ đã bị Tòa án tối cao của Peru bác bỏ vào tháng 10 năm 2018 và Fujimori bị đưa trở lại nhà tù. Vào ngày 23 tháng 1 năm 2019, Fujimori đã bị đưa trở lại nhà tù để thi hành nốt bản án với lệnh ân xá chính thức bị hủy bỏ một tháng sau đó. Tổ chức Transparency International coi khoản tiền bị Fujimori chiếm đoạt lớn thứ bảy trong các vụ một người đứng đầu chính phủ chiếm đoạt trong giai đoạt năm 1984-2004.

## Xuất thân và học vấn
Ông sinh ra tại Lima trong một gia đình người Nhật Bản; còn có tên Nhật là Fujimori Kenya (藤森 謙也 Đằng Sâm Khiêm Dã). Fujimori đã tốt nghiệp đại học ngành kỹ thuật nông nghiệp tại Đại học Nông nghiệp quốc gia La Molina và sau đó tốt nghiệp cao học toán học tại Đại học Wisconsin ở Hoa Kỳ. Ông đã trở thành một nhà nông học giảng dạy tại Đại học Nông nghiệp quốc gia La Molina trước khi trở thành hiệu trưởng cũng như chủ tịch của Hiệp hội các hiệu trưởng đại học.

## Nhiệm kỳ tổng thống thứ nhất
Năm 1990, Fujimori chạy đua chức Tổng thống Peru và nhận được 29% phiếu bầu, xếp thứ hai sau tiểu thuyết gia Mario Vargas Llosa, người chỉ nhận được 34% phiếu. Không ứng cứ viên nào đạt đủ số lượng phiếu cần thiết để chiến thắng. Trong đợt bầu cử lại, Fujimori đã đặc biệt chú trọng đến cử tri ở vùng nông thôn, đến những người thổ dân châu Mỹ và những người có dòng máu pha trộn châu Âu và thổ dân châu Mỹ và những người nghèo nghi ngờ Vargas Llosa có quan hệ với giới giàu có. Cả hai ứng cử viên đều hứa hẹn cải thiện tình hình kinh tế tồi tệ của Peru—đã bị làm xấu đi bởi những cuộc tấn công của nhóm Sendero Luminoso (Con đường Ánh sáng), một tổ chức du kích của những người theo tư tưởng Mao và phong trào Cách mạng Tupac Amarú. Fujimori đã giành chiến thắng với 60% số phiếu ủng hộ - một tỷ lệ đa số cao nhất từng có đạt được bởi một ứng cử viên ở Peru, khiến ông trở thành người gốc Nhật đầu tiên lên chức Tổng thống Peru. Ngay lập tức sau khi nhậm chức, ông đã thiết lập quan hệ với Nhật Bản với hy vọng giành được một phần viện trợ nước ngoài của Nhật Bản. Ông cũng áp dụng những biện pháp cải cách kinh tế cứng rắn để giảm lạm phát cao.
Tháng 4 năm 1992, Fujimori giải tán quốc hội, áp đặt kiểm duyệt báo chí, đình chỉ một số phần của hiến pháp và bắt giữ một số đối thủ chính trị. Ông tuyên bố rằng những hành động này là cần thiết để hiện đại hoá Peru, chống khủng hoảng kinh tế và chống lại tổ chức Sendero Luminoso, những kẻ buôn bán ma túy và nạn tham nhũng. Ông đã thành công trong việc bắt sống và giam tù thủ lĩnh của Sendero Luminoso Abimael Guzmán Reynoso. Ngày 13 tháng 11, một âm mưu đảo chính bị chặn đứng và ngày 22 tháng 11 một quốc hội đơn viện đã được bầu ra thay cho quốc hội lưỡng viện mà Fujimori trước đó đã giải tán. Đảng của Fujimori, Thay đổi 90, giành đa số ghế. Quốc hội này đã thông qua luật cho phép tổng thống tìm kiếm sự tái tranh cử và nghiêm cấm người thân của các tổng thống đương quyền chạy đua cho các văn phòng bầu cử hay phê phán các chính sách của tổng thống. Fujimori đã ủng hộ quy định sau để chặn họng vợ mình là Susana Higuchi, một người hay lên tiếng phê phán chính quyền của ông. Các đại biểu đã thông qua cơ cấu của quốc hội đơn viện và các luật bầu cử, mà tất cả đã được trở thành một phần của bản hiến pháp tháng 12 năm 1993.
Các chính sách kinh tế của Fujimori nhấn mạnh đến các hình thức kinh tế thị trường tự do, tư hữu hoá các công ty quốc doanh và đầu tư nước ngoài. Giữa thập niên 1990, các chính sách này đã khiến Peru phục hồi tốc độ tăng trưởng kinh tế và có tốc độ vượt 12% vào năm 1994 nhưng nền kinh tế được cải thiện không giúp được nhiều cho hàng triệu người nghèo Peru.

## Nhiệm kỳ tổng thống thứ hai
Năm 1994 Fujimori thông báo ý định tái tranh cử của mình năm 1995. Ông cũng ly thân với vợ và tháng 8 năm 1994 ông đã chính thức phế truất tước đệ nhất phu nhân của vợ. Bà đã lập chính Đảng riêng với tên gọi Phong trào chính trị thế kỷ XXI Hoà thuận để chạy đua với chính phủ của ông. Tuy nhiên Đảng Hoà thuận bị phán quyết vô hiệu tháng 12 năm 1994 vì không đạt được số chữ ký cần thiết để đủ tiêu chuẩn là một chính Đảng hợp pháp. Tháng 4 năm 1995, Fujimori lại giành chiến thắng vang dội và Đảng của ông duy trì quyền kiểm soát quốc hội.
Trong một nỗ lực chống khủng bố, Fujimori đã ban cho quân đội quyền hành rộng rãi bắt bớ những kẻ bị tình nghi khủng bố và xét xử họ trong các toà án binh với ít quyền pháp lý. Hoạt động du kích giảm từ năm 1992 và Fujimori cho rằng chiến dịch của mình đã loại trừ phần lớn các thành viên khủng bố. Trong nhiệm kỳ hai của mình, Fujimori tuyên bố ân xá cho các thành viên của quân đội và cảnh sát Peru bị buộc tội hay kết án lạm dụng nhân quyền giữa 1980 và 1995. Hành động của ông bị các nhà hoạt động nhân quyền và nhiều nước lên án.
Dù hiến pháp mới của Peru hạn chế tổng thống trong hai nhiệm kỳ liên tục, năm 1996, quốc hội bỏ phiếu cho phép Fujimori tái tranh cử năm 2000. Quốc hội lúc này do Đảng của Fujimori kiểm soát lý luận rằng nhiệm kỳ đầu của Fujimori không được tính theo hiến pháp mới vì điều đó đã xảy ra dưới thời bản hiến pháp cũ có hiệu lực.
Fujimori đã phải đối mặt với khủng hoảng tháng 12 năm 1996 khi những kẻ phiến loạn của phong trào Tupac Amarú đã bắt giữ con tin tại khu nhà ở Đại sứ Nhật tại Peru, bắt giữ hàng trăm nhà ngoại giao và quan chức chính phủ và những người quyền cao chức trọng làm con tin. Chính phủ của Fujimori đã thương lượng với lực lượng phiến quân nhưng bác bỏ yêu sách chính của họ: thả các thành viên của Tupac Amarú đang bị giam tù. Sau 4 tháng, nhóm bắt cóc đã thả dần và chỉ giữ lại 72 con tin (so với 500 người ban đầu). Tháng 4 năm 1997, Fujimori đã hạ lệnh cho quân chính phủ tràn vào tấn công. Một con tin, hai lính đặc công và 14 phiến quân bị chết. Sự việc đã làm tăng tiếng tăm của Fujimori cứng rắn và sử dụng vũ lực hơn là thoả hiệp để đạt mục đích của mình. Tỷ lệ ủng hộ ông giảm xuống còn 67%.
Nhiều vụ bê bối chính phủ đã làm hỏng hình ảnh công chúng của Fujimori. Tháng 5, liên minh của Fujimori ở quốc hội đã sa thải ba thẩm pháp toà án hiến pháp, những người đã phán quyết Fujimori không đủ tư cách theo quy định của hiến pháp để chạy đua tranh cử thêm một nhiệm kỳ tổng thống nữa. Quốc hội đã thay các thẩm phán và những thẩm phán này đã lật lại quyết định và công bố Fujimori đủ tư cách chạy đua thêm một nhiệm kỳ tổng thống nữa.
Chứng cứ cho thấy chính quyền cũng đã uỷ nhiệm cho việc nghe trộm điện thoại các nhân vật chính trị đối lập và trả lương 600.000 USD cho người đứng đầu không chính thức cơ quan tình báo của Fujimori. Hình ảnh của Fujimori cùng bị xấu thêm trước công chúng khi một đài truyền hình đã phát thông tin cho thấy cơ quan tình báo đã tra tấn hai điệp viên tình báo nữ vì đã tiết lộ thông tin về việc chính phủ có kế hoạch gây khó dễ cho các phóng viên và các nhân vật chính trị đối lập. Chính phủ phản ứng lại vụ bê bối bằng cách huỷ bỏ quyền công dân của người chủ đài truyền hình sinh ra tại Israel, buộc ông ta phải từ bỏ quyền kiểm soát đài này. Tỷ lệ ủng hộ Fujimori giảm xuống còn 20% do những vụ bê bối này cũng như động tác thay các thẩm phán Tòa án hiến pháp.
Sự nghiệp chính trị của Fujimori phục hồi sau đợt thời tiết khắc nghiệt do hiện tượng el Niño gây ra tại Peru cuối năm 1997 và đầu năm 1998. Mưa và lũ lụt nghiêm trọng giết chết hơn 200 người Peru và gây hại nhiều nơi. Fujimori đã lăn xả vào giải quyết các hư hại này và đã đi thăm các khu vực bị hư hại và có những biện pháp chỉ đạo cá nhân đưa ra các biện pháp khắc phục.

## Nhiệm kỳ tổng thống thứ ba
Trong nỗ lực chạy đua nhiệm kỳ tổng thống lần thứ ba, Fujimori đã thu hút chỉ trích quốc tế vì những lạm dụng và đối mặt với thách thức mạnh mẽ bất ngờ từ Alejandro Toledo, một giáo sư kinh doanh. Trong cuộc tranh cử tháng 4, không ứng cử viên nào giành được 50% số phiếu và cuộc bầu cử phải được tổ chức lại vào tháng 5. Tuy nhiên Toledo đã tẩy chay cuộc bầu cử vì cho rằng đã có gian lận, và Fujimori được tái đắc cử.
Nhiệm kỳ tổng thống của Fujimori bắt đầu rắc rối tháng 9 năm 2000 khi người đứng đầu cơ quan tình báo của ông là Vladimiro Montesinos có dính líu đến mộ vụ bê bối tham nhũng. Một đoạn băng video phát trên truyền hình Peru cho thấy Montesinos đang hối lộ một nhà chính trị đối lập. Cảnh phim đã củng cố lại những tố cáo gian lận xung quanh cuộc bầu cử nhiệm kỳ thứ ba của Fujimori. Sau khi sa thải Montesinos, đã chạy trốn qua Panama, Fujimori kêu gọi một cuộc bầu cử tổng thống sớm vào tháng 4 năm 2001 và hứa không chạy đua nữa. Quyền lực của Fujimori đã sụp đổ tháng 11 năm 2000. Một nỗ lực được công khai dẫn đến việc bắt giữ Montesinos, đã trở về Peru tháng sau, đã thất bại khiến cho uy tín chính trị của Fujimori yếu đi. Đến giữa tháng 11, Fujimori phải đối mặt với phe đối lập về cáo buộc tham nhũng và gian lận.

## Bị phế truất và sống lưu vong tại Nhật Bản
Trong khi Fujimorri đang ở nước ngoài tham dự Hội nghị Thượng đỉnh Thương mại Vành đai Thái Bình Dương, các Đảng đối lập đã chiếm lấy quyền kiểm soát quốc hội. Fujimori thông báo từ Nhật Bản rằng ông sẽ từ chức tổng thống. Trong một bản khiển trách Fujimori trước công chúng, Quốc hội Peru đã bác bỏ đơn từ chức của Fujimori và đã bỏ phiếu phế truất Fujimori do thiếu đạo đức. Năm 2003, di sản chính trị của Fujimori đã tan thành mây khói khi Ủy ban Hòa giải và Sự thật Peru do chính phủ bổ nhiệm đã điều tra các lạm dụng về nhân quyền trong thời nổi dậy của phong trào Sendero Luminoso đã phê phán nghiêm khắc Fujimori. Ủy ban này đã tìm thấy các hoạt động chống khủng bố của Fujimori ủng hộ mở đường cho việc lạm dụng nhân quyền rộng rãi, bao gồm cả tra tấn và giết người mà cơ quan tình báo dưới thời Montesinos đã thực hiện.
Vì có cha mẹ là người Nhật, Fujimori được Nhật Bản công nhận là có quốc tịch Nhật vào ngày 12 Tháng 12 năm 2000. Quyền này đã bảo đảm cho ông ta không bị Nhật giao cho Peru.

## Bị bắt ở Chile và bị dẫn độ về Peru
Fujimori bị truy nã với lệnh bắt giam quốc tế vì nhiều tội vi phạm nhân quyền và các tội khác. Ông ta do đó đã bị bắt khi tới Chile vào ngày 7. tháng 11 năm 2005 tại Santiago de Chile.
Ngày 8 tháng 6 năm 2007, Fujimori bị Tòa án Tối cao tại Santiago de Chile quản thúc, do đó, ông không thể trốn khỏi một vụ trục xuất sang Peru. Ngày 28 tháng 6 năm 2007 Shizuka Kamei, Chủ tịch Đảng Tân Nhân dân (PNP) thông báo, Fujimori đã được Đảng ông đưa vào danh sách ứng cử thượng viện tại Nhật Bản vào ngày 29 tháng 7. Vào ngày 11 tháng 7 năm 2007, Orlando Álvarez, thẩm phán tại Tòa án tối cao của Chile, từ chối cho dẫn độ Fujimori vì cho rằng những cáo buộc nêu ra là vô căn cứ.
Vào ngày 21 Tháng 9 2007, Tòa án tối cao của Chile lại quyết định cho dẫn độ Fujimori, mà đã xảy ra vào ngày hôm sau. Ông bị giam giữ tại trại tù của tổng hành dinh cảnh sát đặc biệt Dinoes. Fujimori bị cáo buộc, trong số những tội khác, chịu trách nhiệm cho 2 vụ thảm sát phiến quân Maoist (xem: Sendero Luminoso) với tổng số 25 người chết, bản cáo trạng bao gồm thêm 5 điểm, trong đó có tham nhũng và tra tấn.

## Gia đình
Năm 1974, ông kết hôn với Susana Higuchi, người 1994 thành lập Đảng chính trị riêng và ly dị ông 1998. Từ cuộc hôn nhân này, họ có được 4 người con: Keiko, Hiro, Sashi và Kenyi. Con gái ông Keiko cũng là một chính trị gia và đã tham dự các cuộc bầu cử tại Peru vào năm 2011 cũng như năm 2016 như là ứng viên tổng thống. Vào ngày 06 tháng 4 năm 2006, ông kết hôn với người vợ thứ hai, chủ khách sạn Nhật Bản Satomi Kataoka (片岡都美).

## Hầu tòa

### Ra lệnh xét nhà không giấy phép
Ngày 11 tháng 12 năm 2007 tòa án đã kết án ông sáu năm tù và phạt tiền 92.000 USD vì tội ra lệnh đột nhập vào nhà và trộm cắp, vì ông trước khi bị lật đổ ra lệnh xét nhà không có giấy phép của công tố viên.

### Dùng những nhóm vũ trang ám sát
Ngày 7 Tháng 4 năm 2009, ông bị kết án 25 năm tù giam vì tội sử dụng những nhóm vũ trang ám sát.

### Tham nhũng
Vào ngày 20 tháng 7 năm 2009, Fujimori bị kết án vì tội tham nhũng bảy năm rưỡi tù giam. Ông đã trả trong năm 2000 cho cố vấn của mình Vladimiro Montesinos khoảng 11.000.000 € từ ngân sách quốc phòng và nó tuyên bố đó là tiền "bồi thường".